# Італійська соціалістична партія
Італійська соціалістична партія (італ. Partito Socialista Italiano, PSI) — марксистсько-соціалістична, а пізніше соціал-демократична політична партія, створена у 1892 році. Розпустилася в 1994 році. Знову створена в 2007 році.

## Історія
У 1892 році в Генуї відбувся з'їзд, на якому на основі Робітничої партії, соціалістичного і робітничого союзів була створена Партія італійських трудящих. Наступного року на II з'їзді партії були прийняті статут і програма, де проголошувалась необхідність боротьби за завоювання влади робітничим класом та усуспільнення засобів виробництва. За перший рік існування партії її чисельність сягла 120 тисяч членів.
Протягом 1894—1895 років партія, як заборонена урядом Італії, діяла у підпіллі.
З перших років існування в партії визначилися три течії:
1. екстремістська «ліва» (спочатку «група непримиренних», згодом — анархо-синдикалістська, наприкінець — «революційна фракція»);
2. центристська (інтегралісти, потім максималісти);
3. реформістська, взяла курс на співпрацю з ліберальною буржуазією.

У процесі внутріпартійної боротьби ІСП очистилася від екстремістських і вкрай правих течій. У 1914 році за підтримку Першої світової війни з лав партії був виключений Беніто Муссоліні (який став згодом фашистським диктатором Італії). Сама ж ІСП виступила проти Першої світової війни, хоча і з соціал-пацифістських позицій.
У 1919—1920 роках політичний вплив партії в масах посилився, під її керівництвом перебували профспілки, кооперативи та інші масові організації. На виборах до італійського парламенту в 1919 році вона отримала 156 місць (30 %). У березні 1919 року було заявлено про приєднання ІСП до Комінтерну.
У січні 1921 року на XVII з'їзді зі складу ІСП вийшла комуністична фракція, створивши Італійську комуністичну партію.
У 1920—1921 роках соціалісти спільно з комуністами боролися проти наступу фашизму, входили до складу загонів «народних сміливців». Проте, 3 серпня 1921 року керівництво ІСП підписало так званий «пакт умиротворення» з фашистським керівництвом про припинення збройної боротьби проти фашизму. У 1924 році ІСП увійшла до Авентинського блоку. У 1926 році урядом Муссоліні ІСП, разом з іншими партіями, була заборонена.
Під час Громадянської війни в Іспанії (1936—1939) соціалісти брали участь в бойових діях у складі Інтернаціональних бригад. В роки окупації Італії німецькими військами, під час Другої світової війни, соціалісти брали участь у антифашистському партизанському русі.
Наприкінці 1950-х років соціалісти відійшли від тісної співпраці з комуністами. У 1963 році вони увійшли до першого лівоцентристського уряду. Нині Італійська соціалістична партія — третя за величиною партія Італії. Кількість її членів близько 500 тисяч осіб.

## Назви партії
- З 1892 року — Партія італійських трудящих;
- з 1893 року — Соціалістична партія італійських трудящих;
- з 1895 року — Італійська соціалістична партія;
- з 1930 року — Італійська соціалістична партія пролетарської єдності;
- з 1947 року — Італійська соціалістична партія.

## Друковані органи партії
У 1896 році почала видаватися газета «Avanti!», як центральний друкований орган партії.